# Chi Lăng (thị trấn)
Chi Lăng là một thị trấn thuộc huyện Chi Lăng, tỉnh Lạng Sơn, Việt Nam.
Thị trấn Chi Lăng có diện tích 20,78 km², dân số năm 1999 là 5.146 người, mật độ dân số đạt 248 người/km².